# Independence de Charlotte
Maillots
Actualités
Dernière mise à jour : 4 mai 2017.
L'Independence de Charlotte (en anglais : Charlotte Independence), est une franchise de soccer professionnel basé à Charlotte, dans l'État de Caroline du Nord, fondée en 2014. La franchise évolue en United Soccer League, le deuxième niveau dans la hiérarchie nord-américaine. 

## Histoire
En septembre 2014, Charlotte obtient une nouvelle franchise de la United Soccer League à compter de la saison 2015. La franchise a récupéré la licence de USL PRO des Eagles de Charlotte qui rejoignent la PDL. 
La franchise est administrée par Jim McPhilliamy, propriétaire du groupe Queen City SC LLC. Le 5 décembre suivant, le premier entraîneur-chef de l'histoire du club est l'ancien entraîneur du Burn de Dallas, Mike Jeffries.
Le 18 septembre 2014, la franchise devient affiliée aux Rapids du Colorado, formation de MLS,.
Pour la première rencontre de son histoire, l'Independence perd sur le score de 3-2 face au Battery de Charleston au Transamerica Field le 27 mars 2015. Jack Thompson inscrit le premier but de l'histoire de la franchise.

## Palmarès et records

### Bilan par saison
| Année | Niv. | Saison régulière | Saison régulière | Saison régulière | Saison régulière | Saison régulière | Saison régulière | Saison régulière | Position | Position | Séries       | US Open Cup        | Affl. moy. saison régulière | Affl. moy. séries éliminat. |
| Année | Niv. | M                | V                | N                | D                | BP               | BC               | Pts              | Conf.    | Ligue    | Séries       | US Open Cup        | Affl. moy. saison régulière | Affl. moy. séries éliminat. |
| ----- | ---- | ---------------- | ---------------- | ---------------- | ---------------- | ---------------- | ---------------- | ---------------- | -------- | -------- | ------------ | ------------------ | --------------------------- | --------------------------- |
| 2015  | 3    | 28               | 10               | 10               | 8                | 53               | 38               | 35               | 7e       | 13e      | Non qualifié | Huitième de finale | 1 800                       | N/Q                         |
| 2016  | 3    | 30               | 14               | 8                | 8                | 48               | 29               | 50               | 5e       | 7e       | Premier tour | Troisième tour     | 1 375                       | N/A                         |
| 2017  | 2    | 32               | 13               | 9                | 10               | 52               | 40               | 48               | 11e      | 18e      | Premier tour | Troisième tour     | 1 615                       | N/A                         |
| 2018  | 2    | 34               | 10               | 12               | 12               | 44               | 57               | 42               | 5e       | 11e      | Non qualifié | Deuxième tour      | 1 659                       | N/Q                         |
| 2019  | 2    | 34               | 9                | 11               | 11               | 42               | 53               | 38               | 13e      | 27e      | Non qualifié | Deuxième tour      | 1 750                       | N/Q                         |

### Records
Meilleurs buteurs par saison
| Année | Meilleurs buteurs         | Meilleurs buteurs |
| Année | Joueurs                   | Buts              |
| ----- | ------------------------- | ----------------- |
| 2015  | Ryan Finley               | 10                |
| 2016  | Brian Brown Enzo Martínez | 9                 |
| 2017  | Enzo Martínez             | 18                |
| 2018  | Jorge Herrera             | 13                |
| 2019  | Dominic Oduro             | 12                |

## Stades
Le 25 février 2015, la franchise annonce qu'ils joueront la majeure partie de la saison 2015 au Ramblewood Soccer Complex, d'une capacité de 4 300 spectateurs. Lors des cinq premiers matchs à domicile, il évolue entre le Transamerica Field des 49ers de Charlotte, et l'Eagle Field des Eagles de Winthrop. 
Le 1er février 2017, la franchise annonce qu'ils joueront à partir de la saison 2017 au Sportsplex, d'une capacité de 2 300 spectateurs à Matthews. 

## Personnalités du club

### Entraîneurs
Le tableau suivant présente la liste des entraîneurs du club depuis 2015.
| Rang | Nom           | Période     |
| ---- | ------------- | ----------- |
| 1    | Mike Jeffries | depuis 2015 |

### Effectif professionnel actuel
| N° | Nat.                   | Poste | Nom du joueur  |
| -- | ---------------------- | ----- | -------------- |
| 1  | Drapeau des États-Unis | G     | Brandon Miller |
| 2  | Drapeau des États-Unis | M     | Conor O'Brien  |
| 3  | Drapeau des États-Unis | D     | Bilal Duckett  |
| 4  | Drapeau des États-Unis | M     | Jake Areman    |
| 5  | Drapeau des États-Unis | D     | James Kiffe    |
| 6  | Drapeau des États-Unis | M     | Greg Jordan    |
| 7  | Drapeau de la France   | M     | Yann Ekra      |
| 8  | Drapeau de la Suisse   | D     | Kay Voser      |
| 10 | Drapeau de la Colombie | M     | Jorge Herrera  |
| 11 | Drapeau de la Zambie   | M     | Mutaya Mwape   |

| No. | Nat.                         | Position | Nom du joueur    |
| --- | ---------------------------- | -------- | ---------------- |
| 12  | Drapeau des États-Unis       | G        | Kainoa Likewise  |
| 13  | Drapeau de Trinité-et-Tobago | M        | Kevan George     |
| 14  | Drapeau de la Corée du Sud   | D        | Lee Jung-soo     |
| 15  | Drapeau du Cameroun          | D        | Calvin Doum      |
| 17  | Drapeau de Trinité-et-Tobago | A        | Cordell Cato     |
| 18  | Drapeau des États-Unis       | G        | Ben Beaury       |
| 22  | Drapeau du Libéria           | D        | Joel Johnson     |
| 23  | Drapeau de l'Uruguay         | M        | Alex Martínez    |
| 25  | Drapeau de l'Ouganda         | D        | Henry Kalungi    |
| 27  | Drapeau de la Jamaïque       | M        | Je-Vaughn Watson |
| 33  | Drapeau des États-Unis       | D        | Donnie Smith     |

## Logo et couleurs
L'Independence prend son nom de la déclaration d'indépendance de Mecklenburg. La date 1775 représente la date de l'indépendance et le cavalier fait référence au capitaine James Jack. Les couleurs de la franchise sont le bleu et le blanc

## Soutien et image

### Groupes de partisans
Les principaux groupes de partisans de l'Independence sont la Jack's Militia, les Queen City Royals et la Slogic Army.